# 田口町 (岡崎市)
田口町（たぐちちょう）は、愛知県岡崎市の町名である。小字が設置されているが丁目は設定されていない。

## 地理
岡崎市の中部に位置する。

### 河川
- 伊賀川
- 板田川

### 小字
| - 字青木（あおき） - 字池田（いけだ） - 字一色（いしき） - 字岩本（いわもと） - 字梅須（うめず） - 字大薮（おおやぶ） - 字御屋敷（おやしき） - 字萱戸（かやど） - 字口田（くちだ） - 字小屋ケ入（こやがいり） - 字椎林（しいばやし） - 字清水沢（しみずさわ） | - 字下田（しもだ） - 字白山（しらやま） - 字対地（ついじ） - 字樋田（といだ） - 字堂前（どうまえ） - 字中井田（なかいだ） - 字長狭間（ながはざま） - 字西山（にしやま） - 字灰ノ田（はいのた） - 字畑成（はたなり） - 字林（はやし） - 字平地（ひらち） | - 字蛭戸（ひるど） - 字深田（ふかだ） - 字深狭間（ふかはざま） - 字福田（ふくだ） - 字細田（ほそだ） - 字水無（みずなし） - 字水戸野田（みとのだ） - 字六ツ石（むついし） - 字八毛（やげ） - 字蓮代（れんだい） - 字若草（わかくさ） |

## 世帯数と人口
2019年（令和元年）5月1日現在の世帯数と人口は以下の通りである。
| 町丁   | 世帯数  | 人口  |
| ------ | ------- | ----- |
| 田口町 | 306世帯 | 994人 |

### 人口の変遷
国勢調査による人口の推移
| 1995年（平成7年）  | 302人 | [ 5 ] |  |
| 2000年（平成12年） | 324人 | [ 6 ] |  |
| 2005年（平成17年） | 305人 | [ 7 ] |  |
| 2010年（平成22年） | 356人 | [ 8 ] |  |
| 2015年（平成27年） | 892人 | [ 9 ] |  |

## 小・中学校の学区
市立小・中学校に通う場合、学区は以下の通りとなる。
| 番・番地等 | 小学校               | 中学校             |
| ---------- | -------------------- | ------------------ |
| 全域       | 岡崎市立常磐南小学校 | 岡崎市立常磐中学校 |

## 歴史
額田郡田口村を前身とする。
1889年に岩中村、田口村、板田村、大井野村、箱柳村、小呂村、稲熊村が合併し、乙見村が発足。同日、田口村は消滅した。

## 施設
- 常磐南学区市民ホーム
- 田口町公民館
- 田口ライスセンター
- 若草集会所
- 若草北公園
- 若草南公園
- 岡崎市立常磐南小学校
- 老人ホームゴールドピアおかざき
- 熊野神社
- 萬福寺

## ギャラリー
- 常磐南学区市民ホーム
- 岡崎市立常磐南小学校
- 若草南公園
- 分譲住宅地「エコロタウンときわ南」
- 若草集会所

## その他

### 日本郵便
- 郵便番号 : 444-3172[3]（集配局：岩津郵便局[11]）。

## 参考資料
- 「角川日本地名大辞典」編纂委員会 編『角川日本地名大辞典 23 愛知県』角川書店、1989年3月8日。ISBN 4-04-001230-5。
- 有限会社平凡社地方資料センター 編『日本歴史地名大系第23巻 愛知県の地名』平凡社、1981年。ISBN 4-582-49023-9。